# Castagno d'Andrea
Castagno d'Andrea è una frazione del comune italiano di San Godenzo, nella città metropolitana di Firenze, in Toscana.

## Geografia fisica
Il paese è situato sulle pendici del versante settentrionale del Monte Falterona e in prossimità del Parco nazionale delle Foreste Casentinesi, Monte Falterona e Campigna.